# Liste der Kreisstraßen in München
Die Liste der Kreisstraßen in München ist eine Auflistung der Kreisstraßen in der bayerischen Stadt München mit deren Verlauf.

## Abkürzungen
- DAH: Kreisstraße im Landkreis Dachau
- M: Kreisstraße im Landkreis München
- Ms: Kreisstraße in der kreisfreien Stadt München
- St: Staatsstraße in Bayern.

## Bestehende Kreisstraßen
| Nr. Ms | Beginn                     | Verlauf                               | Ende                                                     | Länge  | Name(n)                 | Anmerkungen                                  |
| ------ | -------------------------- | ------------------------------------- | -------------------------------------------------------- | ------ | ----------------------- | -------------------------------------------- |
| 18     | AS München-Riem (Lage)     | zwischen A 94 und Neuer Messe München | Stadtgrenze zu Feldkirchen, Münchner Straße, M 18 (Lage) | 2,0 km | Paul-Henri-Spaak-Straße | Zufahrt zu den Parkplätzen des Messegeländes |
| 23     | AS München-Langwied (Lage) | am Campingplatz Langwieder See vorbei | Stadtgrenze zu Bergkirchen, DAH 12 (Lage)                | 800 m  | Eschenrieder Straße     |                                              |

Die Kreisstraße M3 des Landkreises München tangiert streckenweise die nördliche Stadtgrenze Münchens.

## Ehemalige Kreisstraßen
| Nr. Ms | Beginn                       | Verlauf                          | Ende                                                        | Länge  | Name(n)            | Anmerkungen |
| ------ | ---------------------------- | -------------------------------- | ----------------------------------------------------------- | ------ | ------------------ | --- |
| 4      | / AS München-Kreuzhof (Lage) | südlich entlang dem Waldfriedhof | Stadtgrenze zu Neuried, Münchner Straße, ehemals M 4 (Lage) | 2,4 km | Forst-Kasten-Allee | mit Wirkung zum 24. August 2010 zu einer Ortsstraße abgestuft, da M 4 auf die neue Ortsumgehung Neurieds verlegt wurde |